# Centrale thermique de Kozienice
La centrale thermique de Kozienice est une centrale thermique en Mazovie en Pologne.